# Ode su un'urna greca
Ode su un'urna greca (titolo originale Ode on a Grecian Urn) è una famosa poesia di John Keats, pubblicata per la prima volta nel 1819. Il componimento, in forma di ode, è appunto un canto dedicato alla bellezza "senza tempo" di un manufatto artistico dell'antica Grecia, descritta come una sublime e perfetta manifestazione dell'arte che non ha bisogno di giustificazioni.

## Commento

### Prima strofa
(John Keats, Ode on a Grecian Urn, vv.1-4)
Il poeta nei primi quattro versi dell'Ode si rivolge all'urna come a una creatura vivente (personificazione), rivolgendole tre metafore: l'urna assume la connotazione di sposa inviolata della quiete (allusione alla sua durevolezza nel tempo), figlia adottiva del silenzio (allusione all'artista ignoto che la produsse) e narratrice silvana (allusione alla scene rurali e bucoliche dipinte su di essa e generalmente molto presenti nei vasellami antichi), capace di una qualsiasi azione umana. Quest'urna è un'opera d'arte, perfetta e immutabile nel tempo, per sempre incorruttibilmente catturata nel silenzio: la reazione che scaturisce alla vista di questo vaso è un senso di immediata riverenza, di meraviglia verso qualcosa capace di raccontare una favola fiorita e di raccontarla più dolcemente delle nostre rime (vv. 3-4).
(John Keats, Ode on a Grecian Urn, vv.5-10)
Il poeta, di fronte all'urna (narratrice, v. 3), si domanda chi siano le figure rappresentate in una serie di domande retoriche (intarsiate, v. 6) intorno alla sua forma: quali leggende narrino o da dove provengano. Lascia al lettore l'immaginarsi la storia di una fanciulla che scappa ritrosa, una processione di uomini e donne o una fuga precipitosa.
È con questa serie di domande ambigue e quasi paradossali, ove sono descritti personaggi che compiono gesti non del tutto comprensibili, che si delinea la negative capability, una caratteristica stilistica di Keats: l'incerto, il vago e il misterioso (esplicato con la ripetitività delle domande) coinvolgono il lettore, che è portato ad esplorare queste vaghezze, più che a percepirne una qualsiasi soluzione. Infatti, il poeta usa anche termini fra loro antitetici (dei o mortali, v. 6; uomini o dei, v. 8; flauti e cembali, v. 10) la cui contrapposizione esalta il senso di incertezza del lettore.
Il contrasto con i primi cinque versi risulta quasi immediato: al silenzio e alla quiete si contrappongono la gioia di una festa, dei flauti o il movimento di una fuga precipitosa, di uno scopo definito folle (Quale folle fine?, v.9). L'urna silenziosa e quieta diviene, nel raccontare storie e leggende, narratrice più abile del poeta stesso, di quanto possano fare le parole o i versi.
La strofa si conclude con l'emblematica parola ecstasy, che riferisce una sensazione ineffabile e associata all'irrazionale e al regno dell'immaginazione, tanto cara alla poetica di John Keats. Dal punto di vista fonetico la scena viene descritta con largo uso di figure di suono, con una netta prevalenza di suoni dolci.

### Seconda strofa
(John Keats, Ode on a Grecian Urn, vv.11-14)

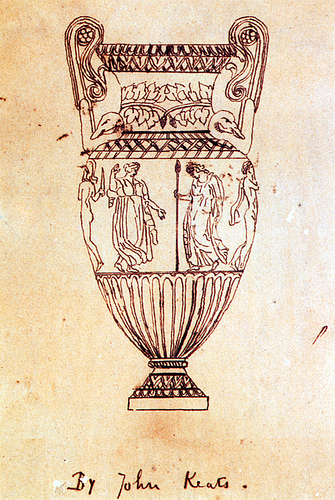
L'urna di Keats in un disegno del 1819

La seconda strofa si apre con un'affermazione esemplare: «Le melodie ascoltate sono dolci, ma quelle inascoltate sono più dolci», facendo riferimento alle misteriose figure di suonatori incisi nel marmo dell'urna. In ultima analisi, con questa frase Keats afferma la superiorità dell'immaginazione sulla sensazione, poiché la prima è la fonte stessa del potere creativo umano ed è quindi in grado di immaginare le melodie senza suono "incise" nell'urna (si noti l'ossimoro): queste canzoncine, insomma, non possono essere ascoltate se non con l'immaginazione proprio a causa della mutezza del vaso. Le «melodie inascoltate» sono più dolci perché non son toccate dal tempo né sono frutto del reale: è l'immaginazione che le produce e questa immaginazione è più vitale, più dolce del reale perché rimanda alla sfera irrazionale e di un «sogno irrealizzato». Il poeta incita quindi i «dolci flauti» a continuare a suonare, non per l'orecchio reale ma per lo spirito (si noti nuovamente l'espressione ossimorica «ditties of no tone», v. 4).
Nella seguente sestina, quindi, il poeta si rivolge direttamente ad uno dei suonatori (indicato con «bel giovane» e «audace amante»), che è dipinto proprio nell'istante in cui cerca di abbracciare una ragazza, la quale a sua volta è colta mentre si sottrae a lui. Questa scena consente al poeta di introdurre il tema della poesia e dell'immortalità dell'arte. Keats infatti, rivolgendosi al suonatore, lo incita a non disperarsi, perché, nonostante non potrà mai baciare la fanciulla amata, l'arte è immortale e perciò anche questa scena lo sarà: i vantaggi in questo caso consistono nel fatto che esso non potrà mai smettere di suonare, non svanirà mai la primavera sugli alberi incisi, così come la bellezza della ragazza, che sarà sempre nel massimo dello splendore fisico. Già in questi versi affiora il dualismo che Keats vede nell'arte: essa è perfetta, poiché immortale, ma statica e immobile.

### Terza strofa
Dopo un'esclamazione iniziale («Ah, rami, rami felici!») che introduce il tema della strofa, il poeta riprende molti elementi già descritti nella precedente: i «felici rami che non potranno perdere le loro foglie» sono quelli degli alberi descritti in precedenza, come il «felice musicista» è ancora il «bel giovane» che insegue la ragazza. Ancora una volta il poeta sostiene che le canzoni suonate dai personaggi incisi nell'urna sono «per sempre nuove», ulteriore allusione al potere immaginativo dell'osservatore dell'urna.
La sestina si apre con un'altra esclamazione, al limite dell'esagerazione: «Più felice amore! Più felice, felice amore!» che riprende l'esclamazione precedente; il comparativo introduce tuttavia un confronto fra l'amore dei personaggi dell'urna e l'amore umano (human passion). Viene quindi presentato un altro dei principali temi dell'ode e della poesia di Keats in generale: l'amore rappresentato dall'arte è nettamente superiore a quello sensuale. Il poeta ne spiega nell'ode le ragioni con grande livello di dettaglio: mentre il primo è «per sempre caldo, anelante e giovane» il secondo lascia l'individuo insoddisfatto, con «un cuore pieno di dolore, [...] una fronte bruciante e una lingua arida». Questa concezione dell'amore mostra che Keats aveva maturato una teoria sul desiderio per certi aspetti affine a quella dell'italiano Giacomo Leopardi, il quale credeva che vi era molto più piacere nell'attendere un evento (quindi creandolo con l'immaginazione) che viverlo; infatti mentre l'amore inciso nell'urna è «ancora da godere», quello sensuale «lascia un cuore [...] sazio».

### Quarta strofa
Con la quarta strofa il poeta cambia nettamente argomento e si focalizza sulla seconda immagine impressa nell'urna che egli descrive: un sacrificio pagano. Tuttavia, anche questa volta il confine fra reale e immaginazione, fra certo e incerto, è molto labile, se non nullo: i primi sette versi sono occupati da tre domande retoriche, mentre nella descrizione Keats mescola variamente elementi realistici con altri chiaramente immaginari. In particolare, possono essere interpretati come realmente impressi nell'urna la giovenca che sale verso il sacerdote pagano, seguita dalla processione, ornata da ghirlande ai fianchi, mentre è sicuramente immaginario il fatto che essa «muggisca al cielo», ma anche il «verde altare».
Nella sestina, Keats introduce un altro elemento sicuramente immaginario, una «pacifica cittadella [...] svuotata dalla folla» (evidentemente recatasi alla processione), ma anche «silenziosa» e «desolata». Queste caratteristiche permettono a Keats di enfatizzare il lato negativo dell'arte, molto più determinante in questa seconda immagine che nella prima. Le immagini presentate infatti sono statiche, senza evoluzione, gelate nel tempo. Il poeta è inoltre quasi sconvolto dal fatto che nessuno possa riferirgli «perché tu [la città, personificazione] sei desolata». Si ha quindi un ulteriore riferimento alla negative capability, perché l'arte è positiva in sé ma non c'è spiegazione e risposta al fatto che essa sia statica; l'uomo può solo accettare l'urna ed il fatto che l'arte dipinta in essa sia incorruttibile ma priva di dinamicità.

### Quinta strofa

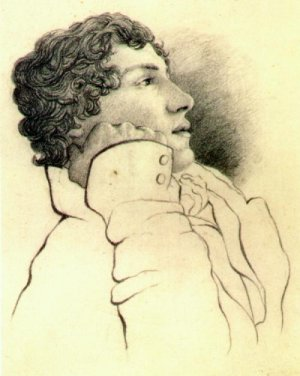
Immagine di John Keats

Nella quinta strofa il poeta torna alla realtà: essa si apre con due metafore esclamative riferite all'urna, le prime di una lunga serie. Esse («O forma attica! Armoniosa posa!») sono strettamente legate alla concezione dell'arte greca di Keats: un'arte ineguagliabile per bellezza e armonia. Il poeta quindi riassume nei primi versi le immagini che ancora vede nell'urna: ornamenti con uomini e donne, «rami ed erba calpestata».
Riferendosi direttamente all'urna, ancora una volta, egli afferma che essa «ci rapisce oltre il nostro pensiero come l'eternità»; l'urna infatti, essendo composta di un materiale incorruttibile, ovvero il marmo, resiste nel tempo al contrario dell'umanità stessa e questa idea di eternità dell'arte, confrontata con la caducità del genere umano, sconcerta la mente. In questo passo, il poeta rivolge all'urna altre due metafore. La prima è «forma silente» e si riferisce al fatto che essa racconta una storia pur essendo priva di voce; la seconda è «freddo pastorale»: pastoral si riferisce con certezza al fatto che essa racconti una storia legata al mondo greco pastorale, mentre l'interpretazione del termine cold è stata assai dibattuta. La critica l'ha interpretato in tre modi diversi: «freddo» in riferimento al materiale marmoreo dell'urna, freddo per o colore e temperatura; «freddo» in riferimento alle immagini «gelate nel tempo»; «freddo» perché l'urna è indifferente nei confronti della mortalità umana.
Il linguaggio si fa quindi più evocativo e predittivo, quasi apocalittico: il poeta afferma che «quando l'età anziana distruggerà questa generazione», l'urna rimarrà «nel mezzo dei dolori» come un «amico dell'uomo». Quest'ultima metafora, in esplicito contrasto con quella appena precedente, può essere spiegata col fatto che l'urna è amica perché porta un insegnamento all'intera umanità: «la bellezza è verità». Questa frase riassume emblematicamente tutta la concezione estetica e filosofica di Keats:
(John Keats, Ode on a Grecian Urn, vv.49-50)
Per Keats, infatti, le sensazioni hanno un valore gnoseologico e conoscitivo, ed è per questo motivo che avviene un'identificazione tra il bello e il vero: in questa tesi, fortemente sostenuta dal poeta, riecheggia l'ideale platonico della kalokagathìa (dal greco kalòs kài agathòs), secondo il quale tutto ciò che è bello (kalòs) è anche vero e buono (agathòs). Anche Keats sostiene, nell'ottica di un'identità tra verità ed estetica, che il bello presenta indiscusse proprietà etiche: in questo modo la contemplazione della bellezza, fonte di ispirazione e di vita, coincide con la scoperta della verità.

## Struttura
La poesia è scritta nelle forme di un'ode pindarica irregolare. È composta infatti da cinque strofe di pari lunghezza e schema metrico ABABCDEDCE, quando un'ode pindarica solitamente ne prevedeva tre da dodici versi ciascuna; le prime quattro strofe sono sintatticamente divisibili in una quartina e una sestina, mentre l'ultima strofa è composta da due porzioni di uguale lunghezza da cinque versi ciascuna, in linea con la caratteristica diversità dello schema metrico nell'ultima strofa di un'ode pindarica.
Secondo Maurice Bowra, l'ode si compone in tre parti distinte:
- introduzione: nella prima strofa si ha la presentazione dell'urna, dei suoi misteri e una serie di domande che il poeta si rivolge e che rivolge al lettore stesso;
- corpo principale: la seconda, terza e quarta strofa raccontano diverse scene che sono rappresentate sull'urna: la descrizione non è quella che potrebbe fare un osservatore qualunque, ma come e cosa Keats vede in quell'urna e ciò che essa rappresenta per il poeta stesso
- conclusione: nella quinta e ultima strofa, in cui il poeta mette in relazione ciò che ha precedentemente scritto in versi: è una sorta di dichiarazione della sua poetica e delle sue idee riguardo alla bellezza e all'arte.

Nel descrivere l'urna, Keats utilizza un linguaggio incentrato sulla sfera dei sensi (soprattutto la vista, ma non manca la menzione all'udito nella seconda strofa); usa inoltre spesso termini arcaici (thou, thy, thus, canst, shalt, wilt, loth, ye). Abbondano le figure di suono, specie assonanze e allitterazioni in suoni dolci.
Sotto il profilo retorico, il poeta usa in maniera massiccia personificazioni, apostrofi e domande retoriche con cui si rivolge a se stesso, all'urna o ai personaggi per "domandare" in modo fittizio qualcosa sull'urna. Il tema principale della poesia è, infine, l'immortalità dell'arte e il fatto che essa possa essere acquisita proprio attraverso l'arte stessa.